# Jørgen Aall (1771-1833)
 Der er flere personer med dette navn, se Jørgen Aall.
Jørgen Aall (født 22. februar 1771 i Porsgrund, død 7. april 1833 sammesteds) var en norsk købmand og politiker, bror til Niels og Jacob Aall.
Han opholdt sig i sin ungdom flere år i England og Frankrig. 1796 nedsatte han sig som købmand, navnlig trælastudskiber, i sin fødeby, hvor han fra tid til anden beklædte forskellige tillidshverv. Således mødte han 1814 på Rigsforsamlingen fra Porsgrund og repræsenterede på Stortingene 1814 og 1815—16 byerne Porsgrund og Skien. Ved krigens udbrud 1807 led han ved konfiskation og opbringelse af flere skibe følelige tab, der i forbindelse med uheldige konjunkturer for trælasthandelen under og efter krigen satte ham så meget tilbage, at han blev nødsaget til at opgive sin handelsvirksomhed. Om hans stilling og virksomhed ved Rigsforsamlingen udtaler broderen Jacob: "Han havde de højeste Begreber om Selvstændighedens Nytte for Fædrelandet, men han var oftere Opponent af det herskende Parti, end han understøttede det". Jørgen Aalls dagbog på Rigsforsamlingen og det første overordentlige Storting foreligger trykt i Yngvar Nielsens Bidrag til Norges Historie i 1814, I—II.